# 新熊野神社
新熊野神社（いまくまのじんじゃ）は、京都市東山区今熊野椥ノ森町にある神社。旧社格は村社。旧称は新熊野社。京都三熊野の一つ。

## 歴史
永暦元年（1160年）、後白河上皇の命により院の御所である法住寺殿の鎮守社として紀伊国・熊野三山の熊野権現を勧請し、熊野三山の新宮・別宮として平清盛によって創建された。また、同年には同じく法住寺殿の鎮守社として新日吉社も建立され、長寛2年（1165年）には鎮守寺として蓮華王院（三十三間堂）も創建されている。
後白河上皇は生涯で34回も熊野三山に参詣するほど熊野権現を信仰していたが、あまりにも紀伊国は遠くにあったため、頻繁に参詣することは難しかった。そこで自らが住まう法住寺殿のすぐそばに熊野権現を勧請し、当社は建立されたのである。以後は京の熊野信仰の中心地として大いに栄えた。
室町時代に入ると応仁の乱などの戦乱によって衰微したが、江戸時代に入ると後水尾天皇の中宮東福門院によって復興された。寛文13年（1673年）には聖護院宮道寛法親王（後水尾上皇の皇子）によって本殿が再建されている。
永和元年（1375年）にこの地で観阿弥、世阿弥父子が室町幕府将軍足利義満の前で猿楽能（今熊野猿楽）を舞ったことから「能楽発祥の地」とされている。
京都には京都三熊野といわれる神社があり、それぞれ新熊野神社は熊野本宮大社、熊野神社は熊野速玉大社、熊野若王子神社は熊野那智大社というように熊野三山に対応している

## 祭神
- 主祭神 - 熊野牟須美命（いざなみのみこと）。本地仏は千手観音。

## 境内
- 本殿（京都市指定有形文化財） - 寛文13年（1673年）に聖護院道寛法親王により再建。
- 拝殿
- 若宮社 - 祭神：天照大神
- 上之社 - 祭神：速玉之男大神、熊野家津御子大神
- 中之社 - 祭神：天忍穂耳命、瓊々杵尊、彦火火出見尊、鵜葺草葺不合命
- 下之社 - 祭神：稚産霊命、軻遇突智命、埴山姫命、弥都波能売命
- 社務所
- 樟社 - 祭神：樟大権現。また、樟龍弁財天とも呼ばれる。後白河上皇お手植えの神木・大樟は京都市の天然記念物となっている。影向の大樟ともいう。
- 梛の木 - 御神木：1980年(昭和55年)3月17日に、成人式を上げた今上天皇が参拝の折に当時樹齢20年の梛を植樹された。
- 京の熊野古道

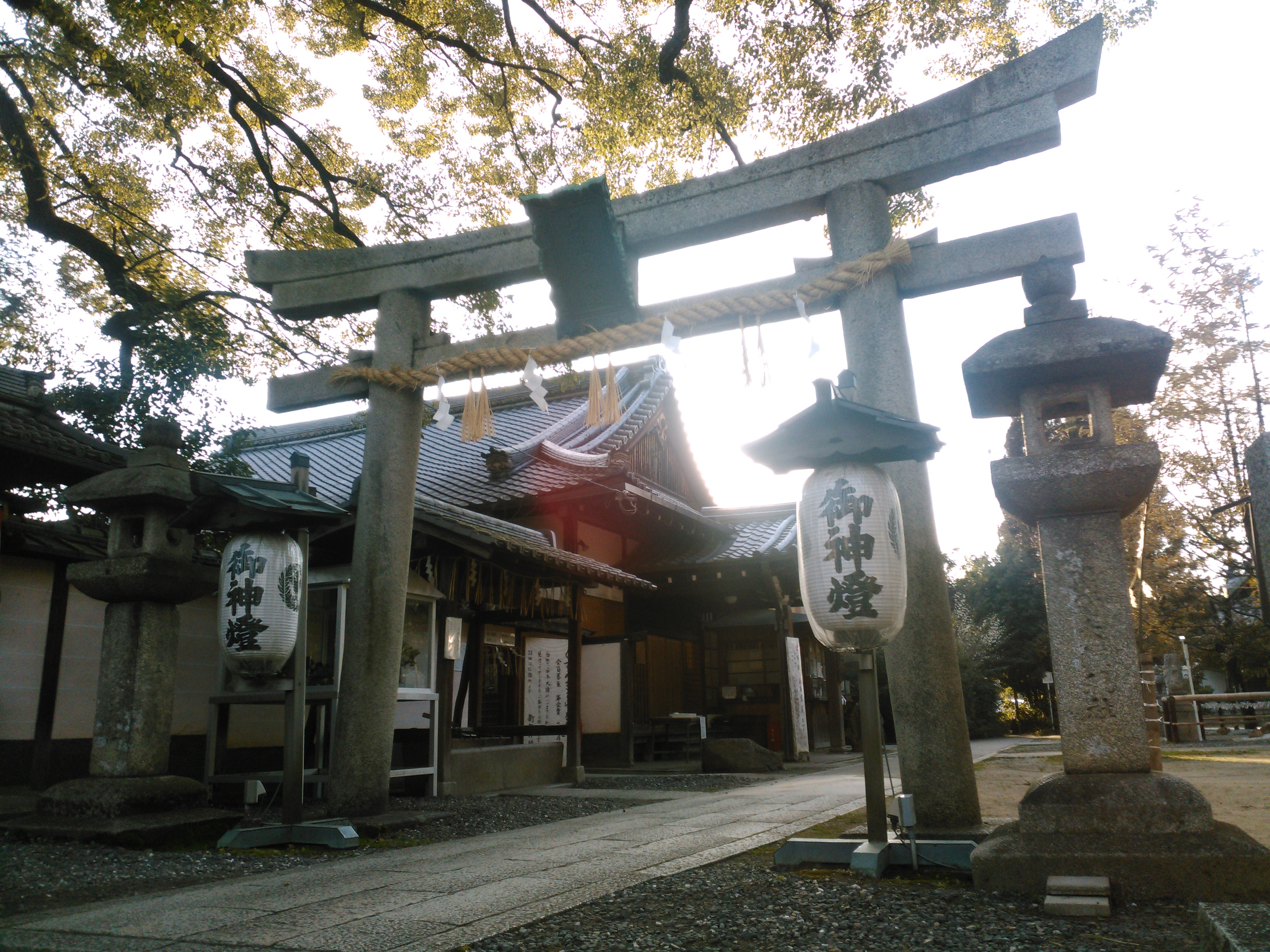
入口 石鳥居
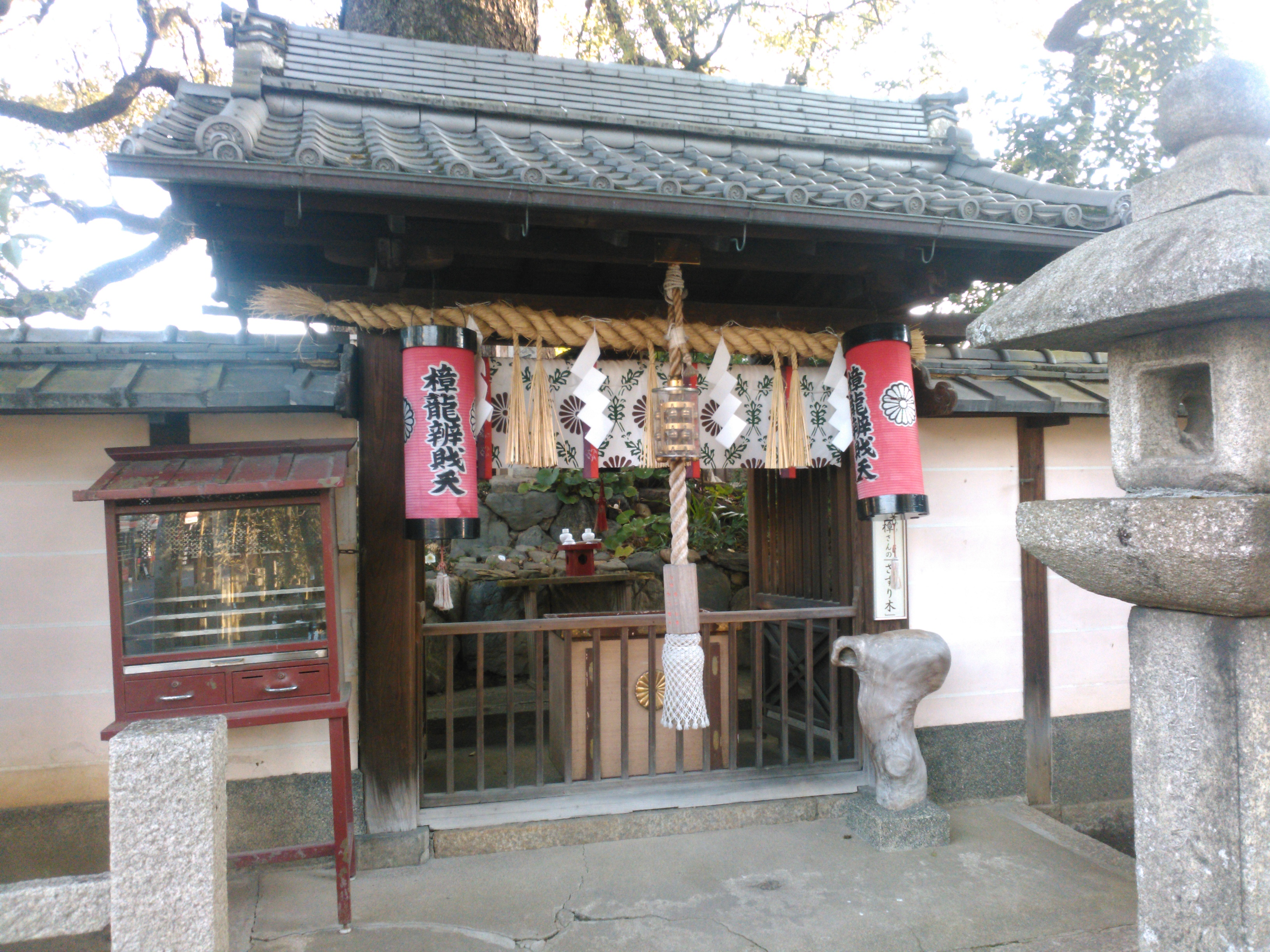
樟龍弁財天
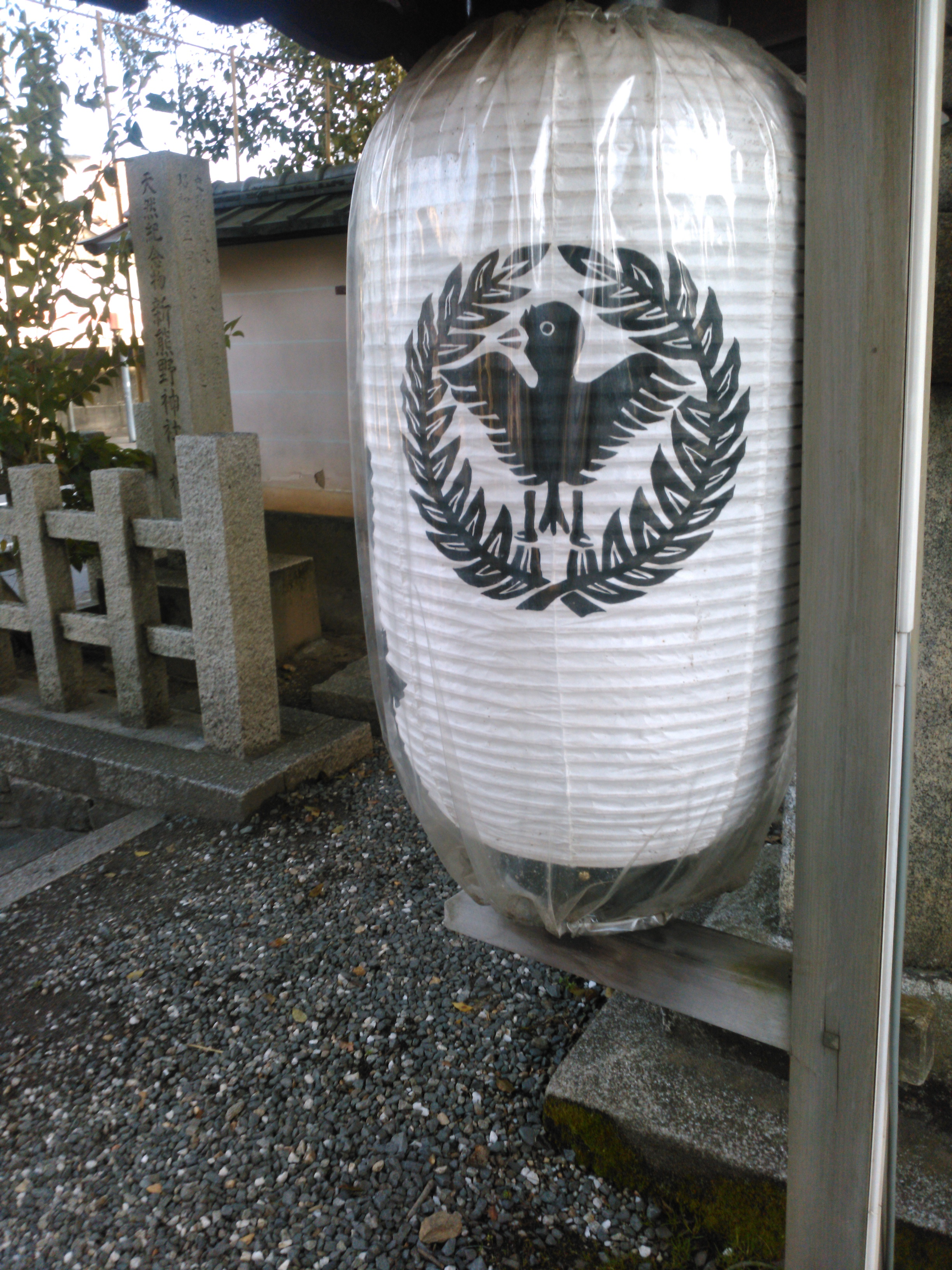
八咫烏 提灯
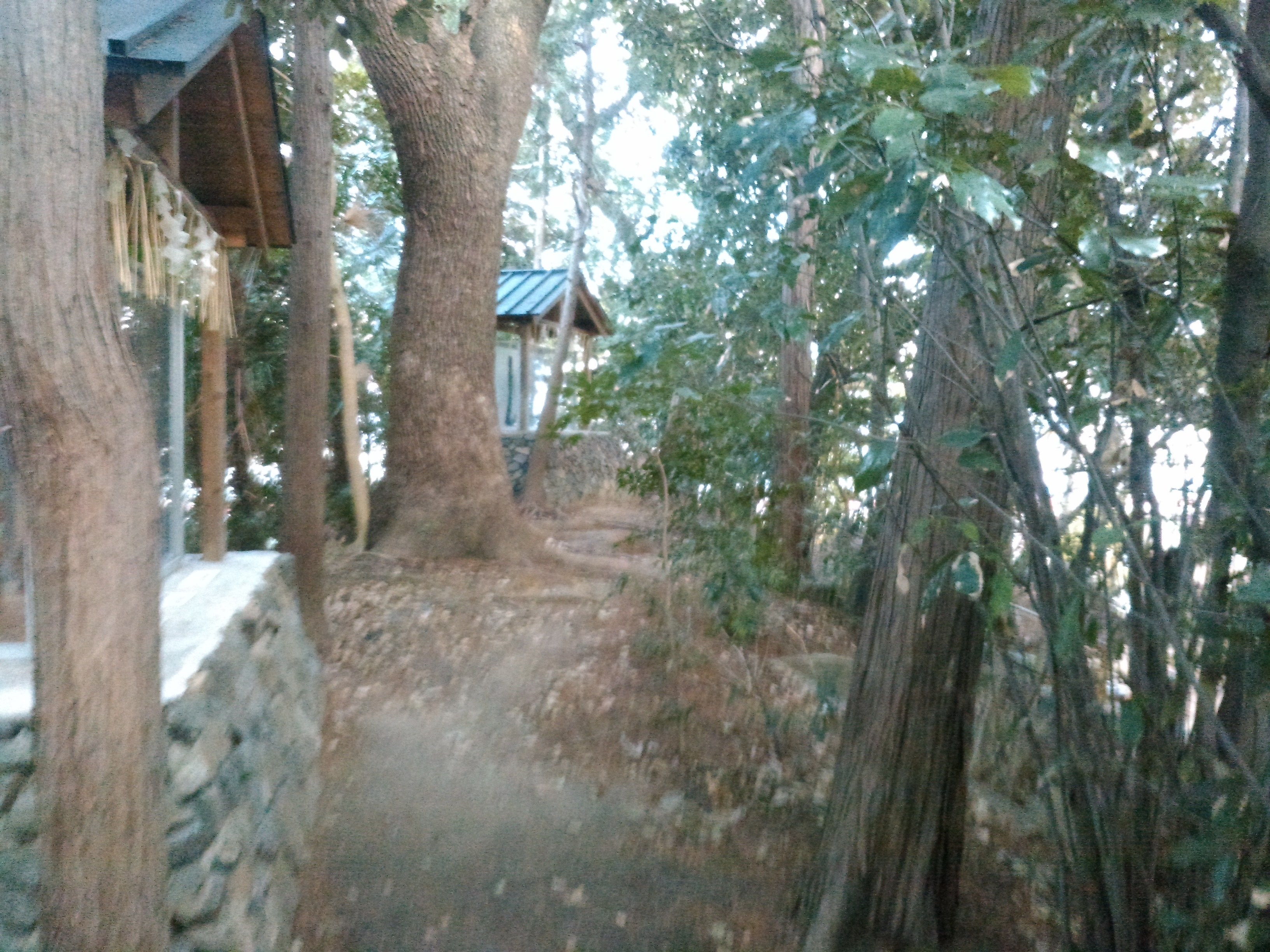
京の熊野古道

## 文化財

### 京都市指定有形文化財
- 本殿

### 京都市指定天然記念物
- 新熊野神社の大樟 - 樹齢800年。

## 行事
- 例大祭（神幸祭） - 5月5日
- 夏越祓・茅の輪くぐり - 6月30日
- 大楠祭 - 敬老の日
- 火焚祭 - 11月23日

## 神社本庁との関連
神社本庁は旧内務省の外局である神祇院を前身とする。1945年にGHQより発出された神道指令をうけて、政府機構とは分離、改組して、１宗教法人の神社本庁として発足した。神祇院は「神社神道に属する全ての神社」を「包括」下に置いていた(=管轄していた)が、神社本庁への改組・再編にあたり、包括下には加わらずに独自の道を歩む神社が多数でた。
京都市では、市内の有力な神社が中心となって神社本庁とは別の包括組織神社本教が組織され、新熊野神社はこの組織に参加した。2015年「頃」、新熊野神社は「神社本教」の包括下から離れ、「単立」となった。
神社本庁やその傘下の神社において、改憲推進団体「美しい日本の憲法をつくる国民の会」などが、改憲賛成の署名運動が行っていることについて、宮司の尾竹慶久は「我々の職務は、参拝者に気持ちよくお参りをしていただく環境を整えることに尽きます。不快感を抱く人もいる改憲運動を持ち込むのは、神職の職務放棄、神社の私物化です」と批判している。

## 交通
- 京都市営バス「今熊野」下車、徒歩3分